# Caralluma faucicola
Caralluma faucicola är en oleanderväxtart som beskrevs av Peter Vincent Bruyns. Caralluma faucicola ingår i släktet Caralluma och familjen oleanderväxter. Inga underarter finns listade i Catalogue of Life.